# Pierre Imbert (homme politique)
Pierre Imbert est un homme politique français né en 1753 à Montbrison (Loire) et décédé à une date inconnue.
Homme de loi à Montbrison, il est administrateur du département, juge au tribunal de district de Montbrison. Il est élu député de la Loire au Conseil des Cinq-Cents le 22 germinal an V et quitte l'assemblée en l'an VII.

## Sources
- « Pierre Imbert (homme politique) », dans Adolphe Robert et Gaston Cougny, Dictionnaire des parlementaires français, Edgar Bourloton, 1889-1891 [détail de l’édition] [texte sur Sycomore]